# Adolf van Nassau (rooms-koning)
Adolf van Nassau (ca. 1255 – (gesneuveld) Göllheim, 2 juli 1298), Duits: Adolf Graf von Nassau, was graaf van Nassau. Hij stamt uit de Walramse Linie van het Huis Nassau. Hij was een middelgrote man, behendig en aimabel, gewend om wapens te hanteren en moedig tot op het punt van onbezonnenheid, en uitzonderlijk opgeleid voor zijn stand. Hij sprak naast Duits, ook Frans en Latijn, wat toen nog zeldzaam was onder Duitse edelen. Hij was van 1292 tot 1298 koning van Duitsland (Rooms-koning) en van 1294 tot 1298 landgraaf van Thüringen. Hij was de eerste geestelijk en lichamelijk gezonde heerser van het Heilige Roomse Rijk die door de keurvorsten werd afgezet zonder eerst door de paus in de ban te zijn gedaan.

## Afkomst, huwelijk en kinderen
Adolf was de tweede zoon van graaf Walram II van Nassau en Adelheid van Katzenelnbogen, de dochter van graaf Diether II van Katzenelnbogen en Hildegunde.

### Voorouders
| Voorouders van Adolf van Nassau | Voorouders van Adolf van Nassau                                                                           | Voorouders van Adolf van Nassau                                                                           | Voorouders van Adolf van Nassau                                                                           | Voorouders van Adolf van Nassau                                                                           | Voorouders van Adolf van Nassau                                                       | Voorouders van Adolf van Nassau                                                       | Voorouders van Adolf van Nassau                                                       | Voorouders van Adolf van Nassau                                                       |
| ------------------------------- | --- | --- | --- | --- | ------------------------------------------------------------------------------------- | ------------------------------------------------------------------------------------- | ------------------------------------------------------------------------------------- | ------------------------------------------------------------------------------------- |
| Betovergrootouders              | Rupert II van Laurenburg ? (?–1158) ⚭ ? (?–?)                                                             | ? (?–?) ⚭ ? (?–?)                                                                                         | Hendrik I van Gelre en Zutphen (ca. 1117–1182) ⚭ ca. 1135 Agnes van Arnstein (?–vóór 1179)                | Otto I van Beieren (?–1183) ⚭ ca. 1157 Agnes van Loon (?–1191)                                            | Berthold I van Katzenelnbogen (?–1170) ⚭ Adelheid van Laufen (?–?)                    | ? (?–?) ⚭ ? (?–?)                                                                     | ? (?–?) ⚭ ? (?–?)                                                                     | ? (?–?) ⚭ ? (?–?)                                                                     |
| Overgrootouders                 | Walram I van Nassau (ca. 1146–1198) ⚭ Kunigunde (?–1198)                                                  | Walram I van Nassau (ca. 1146–1198) ⚭ Kunigunde (?–1198)                                                  | Otto I van Gelre en Zutphen (?–1207) ⚭ ca. 1185 Richardis van Beieren (?–1231)                            | Otto I van Gelre en Zutphen (?–1207) ⚭ ca. 1185 Richardis van Beieren (?–1231)                            | Diederik I van Katzenelnbogen (?–1214/19) ⚭ ? (?–?)                                   | Diederik I van Katzenelnbogen (?–1214/19) ⚭ ? (?–?)                                   | ? (?–?) ⚭ ? (?–?)                                                                     | ? (?–?) ⚭ ? (?–?)                                                                     |
| Grootouders                     | Hendrik II ‘de Rijke’ van Nassau (ca. 1180–1247/50) ⚭ vóór 1215 Machteld van Gelre en Zutphen (?–na 1247) | Hendrik II ‘de Rijke’ van Nassau (ca. 1180–1247/50) ⚭ vóór 1215 Machteld van Gelre en Zutphen (?–na 1247) | Hendrik II ‘de Rijke’ van Nassau (ca. 1180–1247/50) ⚭ vóór 1215 Machteld van Gelre en Zutphen (?–na 1247) | Hendrik II ‘de Rijke’ van Nassau (ca. 1180–1247/50) ⚭ vóór 1215 Machteld van Gelre en Zutphen (?–na 1247) | Diederik II van Katzenelnbogen (?–1245) ⚭ vóór 1219 Hildegunde (?–?)                  | Diederik II van Katzenelnbogen (?–1245) ⚭ vóór 1219 Hildegunde (?–?)                  | Diederik II van Katzenelnbogen (?–1245) ⚭ vóór 1219 Hildegunde (?–?)                  | Diederik II van Katzenelnbogen (?–1245) ⚭ vóór 1219 Hildegunde (?–?)                  |
| Ouders                          | Walram II van Nassau (ca. 1220–1276) ⚭ vóór 1250 Adelheid van Katzenelnbogen (?–1288)                     | Walram II van Nassau (ca. 1220–1276) ⚭ vóór 1250 Adelheid van Katzenelnbogen (?–1288)                     | Walram II van Nassau (ca. 1220–1276) ⚭ vóór 1250 Adelheid van Katzenelnbogen (?–1288)                     | Walram II van Nassau (ca. 1220–1276) ⚭ vóór 1250 Adelheid van Katzenelnbogen (?–1288)                     | Walram II van Nassau (ca. 1220–1276) ⚭ vóór 1250 Adelheid van Katzenelnbogen (?–1288) | Walram II van Nassau (ca. 1220–1276) ⚭ vóór 1250 Adelheid van Katzenelnbogen (?–1288) | Walram II van Nassau (ca. 1220–1276) ⚭ vóór 1250 Adelheid van Katzenelnbogen (?–1288) | Walram II van Nassau (ca. 1220–1276) ⚭ vóór 1250 Adelheid van Katzenelnbogen (?–1288) |

### Huwelijk en (schoon)familie

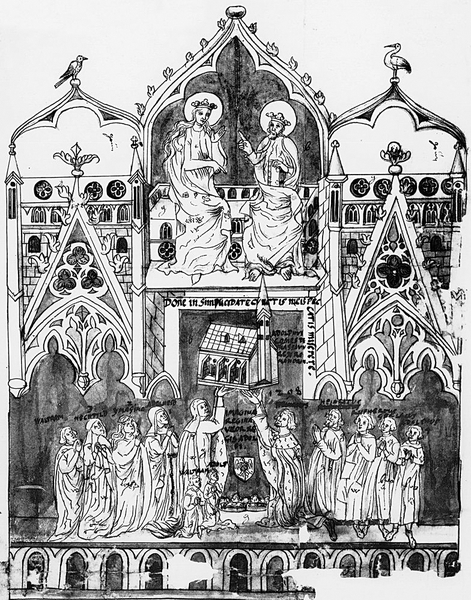
Wandschildering in Klooster Klarenthal met Adolf van Nassau, zijn vrouw Imagina, en hun kinderen. Tekening van Heinrich Dors uit het Epitaphienbuch (1632)

Adolf huwde ca. 1271 met Imagina van Isenburg-Limburg († 29 augustus na 1317), dochter van Gerlach I van Isenburg, heer van Limburg an der Lahn en Imagina van Blieskastel. Imagina's zuster Agnes was gehuwd met Hendrik van Westerburg, een broer van Siegfried van Westerburg, de aartsbisschop en keurvorst van Keulen. Adolfs broer Diether trad in 1295 in dienst van paus Bonifatius VIII en werd na Adolfs dood aartsbisschop en keurvorst van Trier.

### Kinderen
Uit zijn huwelijk werden de volgende kinderen geboren:
1. Hendrik (jong overleden).
2. Mechtild (vóór 1280 – Heidelberg, 19 juni 1323), huwde te Neurenberg op 1 september 1294 met Rudolf I ‘de Stamelaar’ (Bazel (?), 4 oktober 1274 – in Engeland (?), 12 augustus 1319), paltsgraaf bij de Rijn en hertog van Opper-Beieren.
3. Rupert V (1280 – 2 december 1304), volgde zijn vader op als graaf van Nassau, regeerde samen met zijn broer Gerlach.
4. Adelheid († 7 juni 1338), was non in het Sint-Claraklooster te Mainz en na 1311 abdis van Klooster Klarenthal bij Wiesbaden.
5. Imagina (jong overleden).
6. Gerlach I (vóór 1288 – 7 januari 1361), volgde zijn vader op als graaf van Nassau, regeerde samen met zijn broers Rupert en Walram.
7. Adolf (1292–1294).
8. Walram III (1294 – na 22 december 1324), regeerde 1312–1316 samen met zijn broer Gerlach.

## Graaf van Nassau

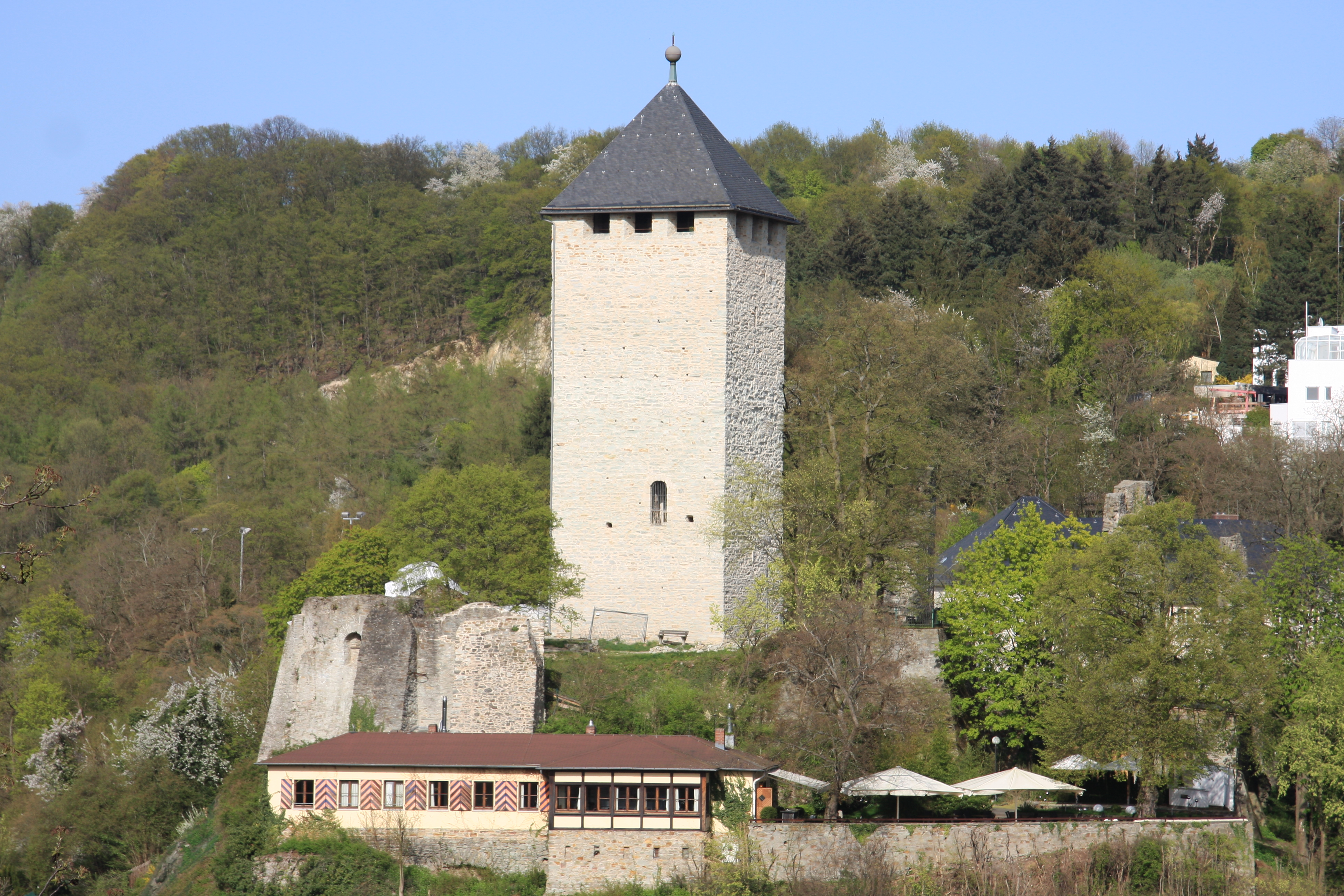
De Burcht Sonnenberg

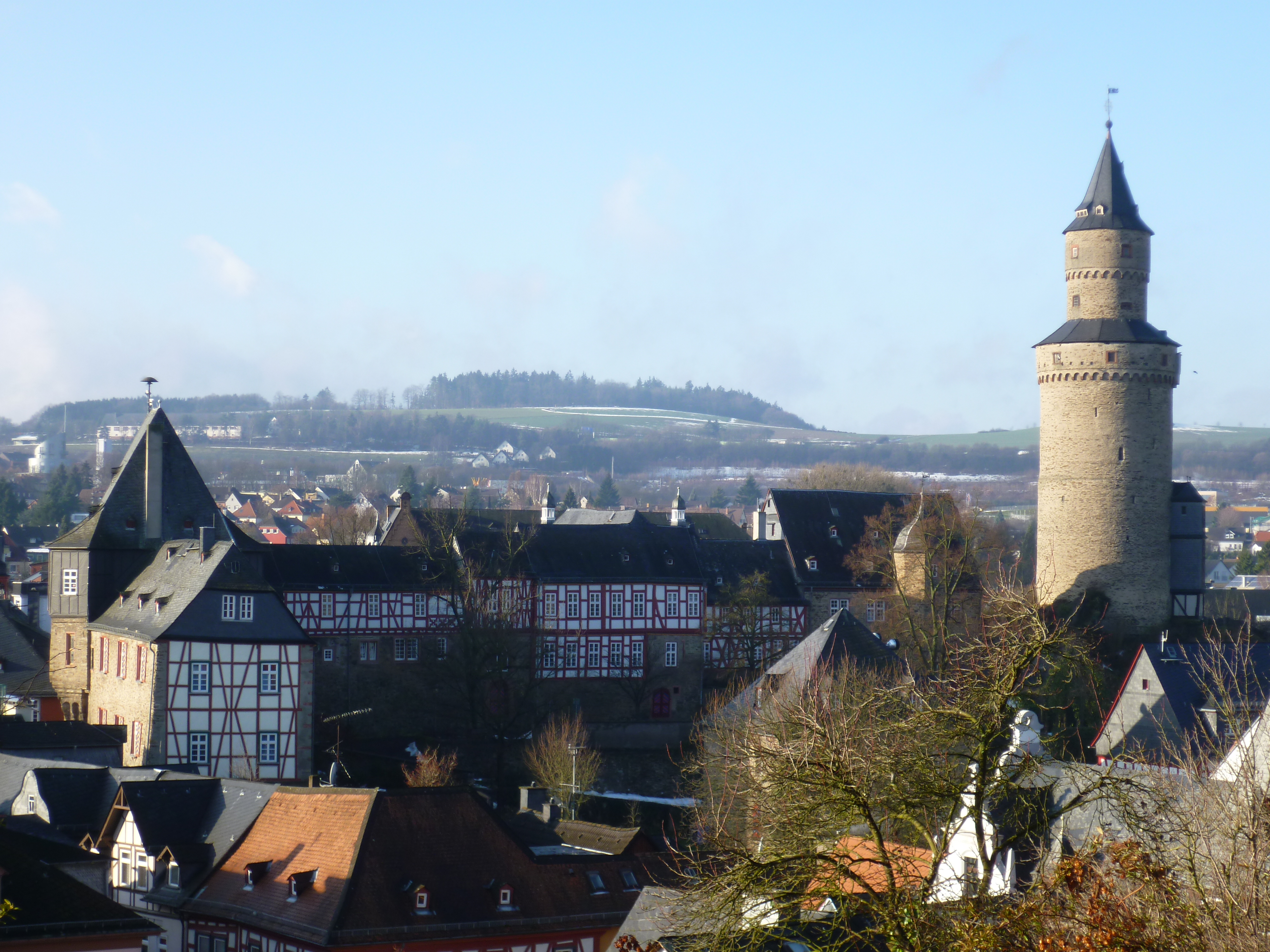
De Burcht Idstein

Adolf was in 1273 opperschenker van de aartsbisschop van Keulen. In 1276 volgde hij zijn vader op als graaf van Nassau. Rond 1280 was hij verwikkeld in de Nassause-Eppsteinse Vete, waarin de heren van Eppstein de stad Wiesbaden en de Burcht Sonnenberg verwoestten. Na drie jaar kwam er in 1283 een schikking tot stand. Wiesbaden en de Burcht Sonnenberg werden weer opgebouwd. De Burcht Sonnenberg werd naast Idstein de residentie van Adolf. Voor Idstein verkreeg Adolf in 1287 stadsrechten en nadien bouwde hij er vestingwerken.
Door bemiddeling van zijn oom Everhard I van Katzenelnbogen kwam Adolf naar het hof van rooms-koning Rudolf I, in wiens omgeving zijn aanwezigheid meerdere keren bevestigd is. Rudolf beleende Adolf in 1286 met het ambt van burchthoofdman op de Burcht Kalsmunt in Wetzlar. Een jaar later werd Adolf beleend met het ambt van burchthoofdman op de Burcht Gutenfels bij Kaub; daardoor werd hij ook leenman van de paltsgraven aan de Rijn. Hij commandeerde in 1288 het leger van de aartsbisschop van Keulen in de Slag bij Woeringen.
Adolf was bijna veertig toen hij tot koning van Duitsland werd gekozen. Zijn politieke activiteiten waren tot dan toe beperkt gebleven tot zijn rol als bondgenoot van de aartsbisschop van Keulen. Adolf had geen eigen kanselarij, maar kende vanwege zijn relaties met de aartsbisschoppen van Keulen en Mainz wel de politieke verhoudingen in het gebied van de Midden-Rijn en Main. Hij sprak naast Duits, ook Frans en Latijn, wat toen nog zeldzaam was onder Duitse edelen.
Na de verkiezing tot rooms-koning was Adolf nog slechts zelden in zijn stamland. De regering daar had hij aan zijn burchtmannen overgedragen. Tot de belangrijkste gebeurtenissen in het graafschap Nassau behoorde op 17 januari 1294 de aankoop van de heerlijkheid Weilburg voor 400 pond heller van het bisdom Worms. De plaats Weilburg verleende hij op 29 december 1295 stadsrechten. Verder stichtte hij op 29 september 1296 Klooster Klarenthal bij Wiesbaden.

## Verkiezing tot koning van Duitsland

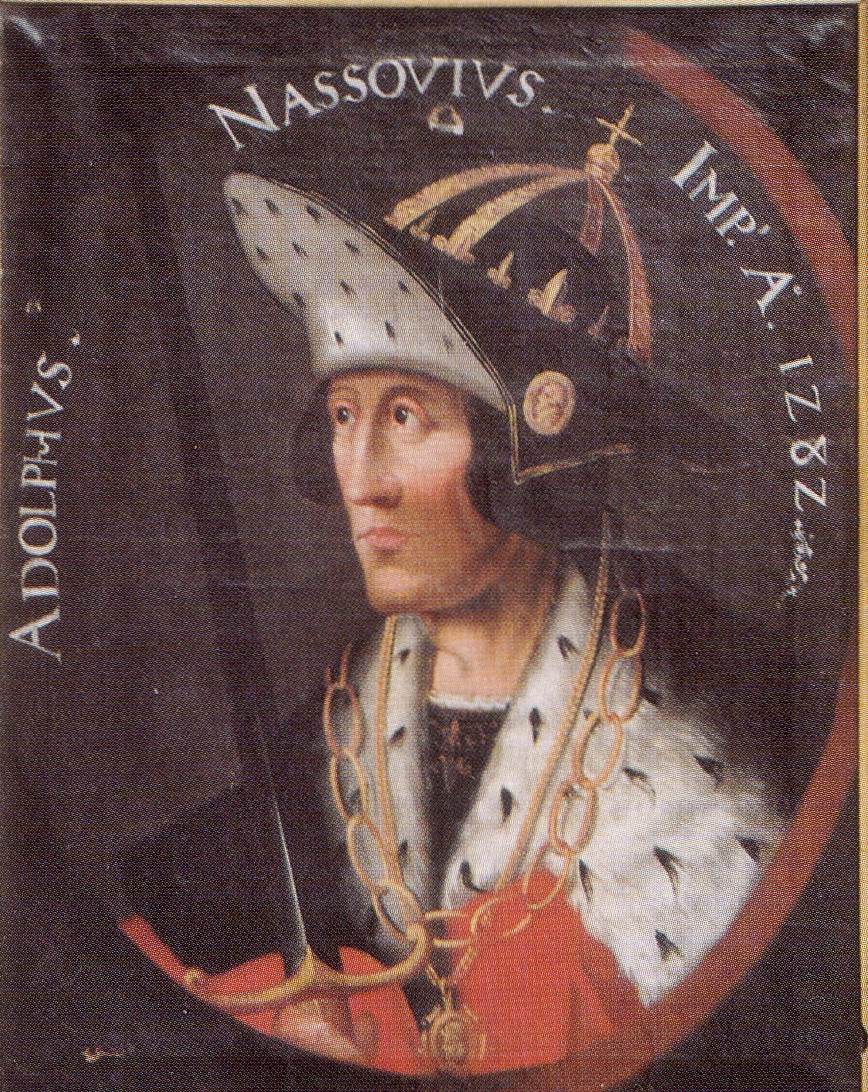
Rooms-koning Adolf, olieverf, kopie naar Arnold Montanus, 1662, in bezit van Groothertog Jean van Luxemburg

### Vorstenalliantie ten gunste van Adolf
De voorganger van Adolf, rooms-koning Rudolf I van Habsburg, had vele jaren voor zijn dood geprobeerd de verkiezing van zijn oudste zoon Albrecht als zijn opvolger als heerser van het Heilige Roomse Rijk veilig te stellen. Hij werd echter gedwarsboomd door het verzet van de aartsbisschop van Keulen, Siegfried van Westerburg, en koning Wenceslaus II van Bohemen. Alleen paltsgraaf Lodewijk II ‘de Strenge’ beloofde Albrecht hem te kiezen. Wenceslaus weigerde Albrecht te steunen omdat hij Karinthië niet aan hem wou afstaan. Hij koos de kant van de edelen in de kerngebieden van de Habsburgers in Zwaben en in hun nieuw verworven gebieden in Oostenrijk, waar Albrecht niet populair was. Wenceslaus werd gesteund door hertog Otto III van Neder-Beieren, wiens familie traditionele vijanden van de Habsburgers waren. Wenceslaus slaagde erin de keurvorsten van Brandenburg en Saksen aan zijn zijde te krijgen: hertog Albrecht II van Saksen beloofde op 29 november 1291 in een verkiezingsovereenkomst dat hij hetzelfde zou stemmen als Wenceslaus; markgraaf Otto IV van Brandenburg deed een soortgelijke toezegging.
De wrok tegen Albrecht ging, volgens een bron uit de 14e eeuw, zo ver, dat aartsbisschop Siegfried van Keulen de afwijzing van het principe van erfopvolging aan de orde stelde, door te beargumenteren dat het onjuist was als de zoon de troon van zijn vader erfde, maar dat de koning vrij moest worden gekozen door het keurvorstencollege. Hij overtuigde Gerhard II van Eppstein, de aartsbisschop van Mainz, dat een toekomstige koning hoofdzakelijk hun belangen zou moeten dienen. Gerhard op zijn beurt rekruteerde Bohemund I van Warsberg, de aartsbisschop van Trier. Paltsgraaf Lodewijk II ‘de Strenge’ boog vervolgens voor de meerderheid van het keurvorstencollege.

### Verkiezingsbeloften van Adolf
Daarop heeft aartsbisschop Siegfried van Keulen het keurvorstencollege Adolf van Nassau als koning voorgesteld. Deze verklaarde bereid te zijn om, in het geval hij gekozen zou worden, omvangrijke concessies aan de keurvorsten te doen en hun politieke eisen te volgen.
Een paar dagen voor de verkiezing, op 27 april 1292, beloofde Adolf in de Overeenkomst van Andernach aan Siegfried van Keulen, in het geval hij gekozen zou worden, een lange lijst van eigendomsbevestigingen (met inbegrip van de rijkssteden Dortmund en Duisburg, en de voogdij over het Sticht Essen), verpandingen van rijkssteden en rijksburchten en een bedrag van 25.000 mark in zilver. Bovendien beloofde Adolf de hulp tegen specifiek vermelde tegenstanders, maar ook algemene bijstand; bovendien zou hij geen vijand van Siegfried opnemen in zijn raad. Na de verkiezing moest Adolf Siegfried voldoende zekerheid voor de nakoming van de beloften geven, anders zou hij zijn troon kwijtraken. De laatste clausule bewijst dat aan het einde van de dertiende eeuw de kroning van de koning nog steeds erg belangrijk was als een constituerend moment van de heerschappij, want Adolf beloofde Siegfried pas om zijn kroning te vragen nadat hij de beloofde zekerheden overgelegd had.
De andere keurvorsten lieten zich door Adolf soortgelijke concessies doen, maar pas na de verkiezingen. De meest vergaande waren de concessies aan de Boheemse koning Wenceslaus II van 30 juni 1292. Adolf beloofde Wenceslaus, de Habsburger Albrecht, de twee hertogdommen Oostenrijk en Stiermarken weer te ontnemen. Dit zou op dezelfde manier moeten gebeuren als de vorige koning Rudolf van de Boheemse koning Ottokar II, de vader van Wenceslaus, rijksgebieden had afgenomen. Albrecht moest eerst voor een proces worden opgeroepen. Als hij niet zou buigen, moesten de beslissingen van de rechtbank binnen een jaar met geweld worden uitgevoerd. Wenceslaus zou daarna de voormalige territoria van zijn vader terugkrijgen.

Als onderdeel van de verkiezingsbeloften van Adolf en ter bevestiging van zijn alliantie met Wenceslaus werd een huwelijksovereenkomst gesloten tussen Adolfs zoon Rupert met Wenceslaus's nog in de kinderleeftijd zijnde dochter Agnes. De nog jonge Agnes werd in 1296 overgedragen aan Rupert, maar stierf kort daarna.
Aan aartsbisschop Gerhard II van Mainz werden de rijkssteden Mühlhausen en Nordhausen overgedragen, wat overeenkwam met de belangen van de Mainz in de regio Thüringen. Bovendien ontving Gerhard financiële voordelen. Net als zijn collega in Keulen verbood ook Gerhard dat hem onaangename personen in Adolfs raad opgenomen zouden worden.
In vergelijking met de voordelen van de keurvorsten van Mainz, Keulen en Bohemen, waren de schenkingen aan paltsgraaf Lodewijk II ‘de Strenge’ en aartsbisschop Bohemund I van Trier bescheidener.
Op 5 mei 1292 kwam het in Frankfurt tot Adolfs verkiezing en op 24 juni in Aken tot de kroning. Zijn macht was echter vanaf het begin beperkt vanwege de gemaakte toezeggingen.

## Heerschappij als koning

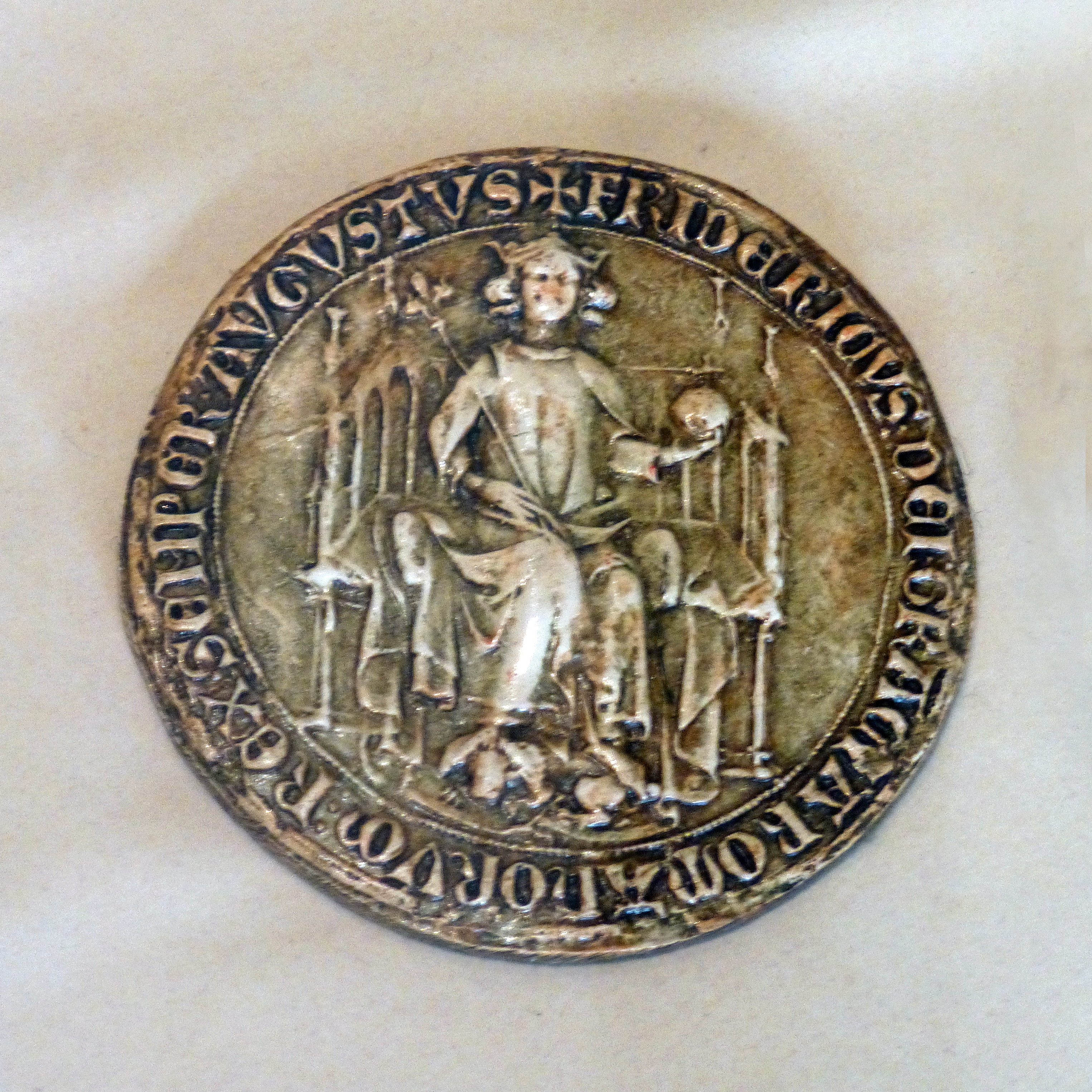
Zegel van rooms-koning Adolf bij de verlening van stadsrechten aan Kayersberg in 1293. Historisch Museum Kaysersberg

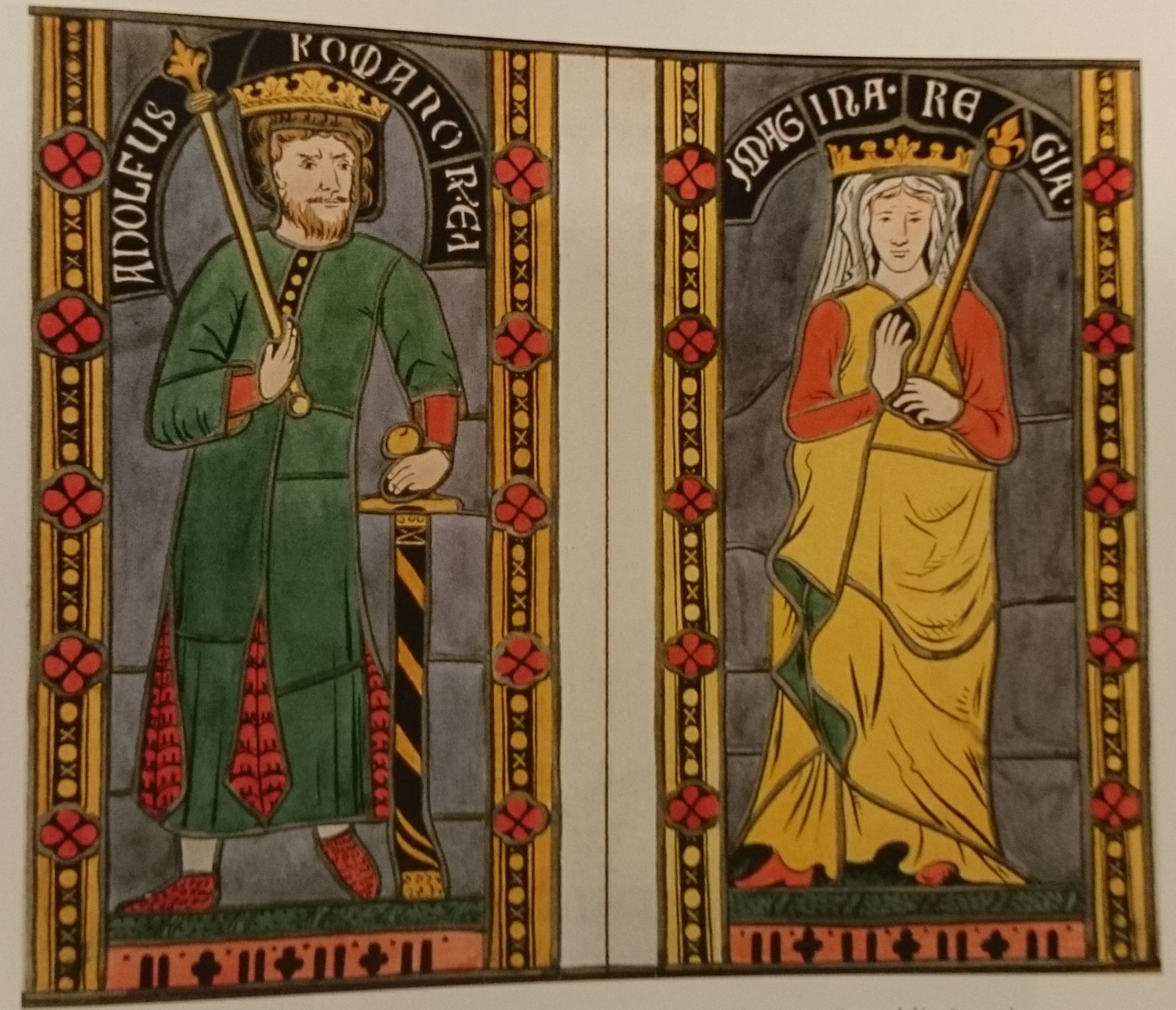
Rooms-koning Adolf en zijn vrouw Imagina, geschilderd op glas in Klooster Altenberg, kopie ca. 1805. Grafelijke Rentekamer, Erbach

### Verbreking van verkiezingsbeloften
Zoals afgesproken met aartsbisschop Siegfried van Keulen, bleef Adolf na zijn verkiezing vier maanden in diens domein. Siegfried verwachtte dat de koning de resultaten van de Slag bij Woeringen uit 1288 zou herzien. Hij hoopte meer invloed in de stad Keulen te verkrijgen. Ondanks de krappe beperkingen bevrijdde Adolf zich snel van de keurvorsten en sloot hij allianties met hun tegenstanders. Hij bevestigde bijvoorbeeld de rechten van edelen en de stad Keulen, die zich tegen hun landsheer gekeerd hadden, en breidde deze rechten zelfs uit.
Ook de beloften met betrekking tot de hertogdommen Oostenrijk en Stiermarken verbrak Adolf zeer snel. Albrecht vermeed als een slimme diplomaat een geschil met de nieuwe koning en werd in november 1292, als tegenprestatie voor de teruggave van de rijksregalia, die hij nog van zijn vader in bezit had, formeel beleend met Oostenrijk, Stiermarken, de Windische Mark en de heerlijkheid Pordenone. De beschikking over de prestigieuze regalia en relikwieën van het rijk was een extra en belangrijke indicatie van de legitimiteit van de heerschappij van de koning, maar geen dwingende voorwaarde. Met elke nieuwe opgestelde oorkonde schoof Adolf wat verder van zijn beloften af, zonder dat hij van openlijke contractbreuk kon worden beschuldigd.
Ook verder handelde Adolf als een zelfverzekerde heerser. Zijn hof had aantrekkingskracht voor allen die bescherming zochten tegen de machtiger wordende territoriale heersers van het rijk. Hij hield talrijke hofdagen, vernieuwde aan het begin van zijn regering de landvrede van Rudolf I voor nog eens tien jaar en stichtte minstens twee regionale landvredes.
Adolf gebruikte het leenwezen als een van zijn belangrijkste regeringsinstrumenten. Hij eiste van de kerkelijke rijksvorsten betaling voor de belening met regalia, en verhoogde die eisen tot het uiterste. Tijdgenoten zagen deze benadering als simonistische neigingen. De tegenwoordige historici zien het echter als een meer innovatieve mogelijkheid om nieuwe inkomstenbronnen aan te boren, zoals ook andere West-Europese koningen deden. Ook het herstel en het beheer van het rijksgoed was belangrijk voor hem. Zo lukte het hem om door een bekwame huwelijkspolitiek voormalig rijksgoed weer onder de beschikkingsmacht van het rijk te brengen.
Toen na de dood van paltsgraaf Lodewijk II ‘de Strenge’ diens zoon Rudolf I ‘de Stamelaar’ met Adolfs dochter Mechtild huwde, had Adolf de eerste van de seculiere keurvorsten en rivalen van aartsbisschop Gerhard II van Mainz als bondgenoot en met hem, aangezien hertog Otto III van Neder-Beieren een oude tegenstander van de Habsburgers was, beide Beierse hertogen aan zijn zijde.

### Verbond met Engeland
In 1294 stond zijn heerschappij op zijn hoogtepunt. Adolf sloot een verbond met koning Eduard I van Engeland tegen Frankrijk en ontving hiervoor 60.000 pond sterling, wat overeenkwam met 90.000 goudmarken. Het als huurlingenverbond geïnterpreteerde verdrag en het feit dat Adolf zijn verplichtingen niet nakwam, beschadigde zijn aanzien, maar had in eerste instantie geen gevolgen.
Het verdrag werd voorafgegaan door pogingen van Frankrijk om het hertogdom Bourgondië en het graafschap Vlaanderen te veroveren. Als voortzetting van de Vlaams-Henegouwse Successieoorlog probeerde de Franse koning Filips IV ‘de Schone’ Frankrijk uit te breiden met Vlaanderen. De Vlaamse graaf Gwijde van Dampierre bemiddelde daarom de alliantie tussen Eduard I en Adolf voor zijn bescherming. Adolf liet in het rijk troepen werven voor een oorlog tegen Frankrijk. Op 31 augustus 1294 zond hij een oorlogsverklaring aan de Franse koning, waarin hij beweerde dat deze de rechten en eigendommen van het rijk in beslag had genomen. Filips reageerde verachtelijk op 9 maart 1295. Paus Bonifatius VIII echter beval vrede in 1295 en bedreigde Adolf met excommunicatie voor het geval er oorlog uitbrak.

### Politiek in Thüringen
Weinig later greep Adolf in het door oorlog ontwrichte Thüringen in, waarbij hij het landgraafschap van Albrecht II ʻde Ontaardeʼ kocht. Adolf gebruikte de gevechten die tussen Albrecht en zijn zonen Frederik en Diezmann uitgebroken waren. De aankoop deed hij in zijn hoedanigheid van koning en waarschijnlijk met de behulp van betalingen uit Engeland. Juridisch gezien was dit toegestaan omdat Adolf de leenman ertoe bracht om afstand te doen van zijn leengoed en het land terug te geven aan het rijk. Bovendien trok hij het markgraafschap Meißen als rijksleen in, omdat dit na het uitsterven van een zijlinie van Huis Wettin in letterlijke zin heerloos was en door een zoon van Albrecht ʻde Ontaardeʼ bezet was.
Deze aankoop en de inbeslagname van de Mark Meißen raakten echter wel de belangen van vier keurvorsten. Zo kon aartsbisschop Gerhard II van Mainz geldend maken dat een deel van Thüringen geen rijksleen was, maar een kerkleen van Mainz. Bohemen kon over de machtstoename van de koning aan zijn noordgrens ook niet enthousiast zijn, vooral omdat Adolf Wenceslaus II de belening met de Mark Meißen toegezegd had. Ook hoopten alle keurvorsten van de onrust in Thüringen te profiteren. Naast de ogenschijnlijke terugkeer van rijkslenen naar het rijk is het ook niet uit te sluiten dat Adolf probeerde een, zij het een kleine, Hausmacht op te bouwen.

Voorlopig slaagde Adolf er in om zijn aanwinsten diplomatiek veilig te stellen, markgraaf Otto IV van Brandenburg van actief handelen te weerhouden en Gerhard II van Mainz en hertog Albrecht II van Saksen tot het tolereren van de aankoop te bewegen. Twee bloedige veldtochten waren nodig om de overnames veilig te stellen, een landvrede verzekerde de verworvenheden. Twee jaar later, in de zomer van 1296, kondigde Adolf op de uitnodiging voor een hofdag trots aan dat hij het bezit van het rijk door zijn maatregelen aanzienlijk had vergroot.

## Afzetting en dood

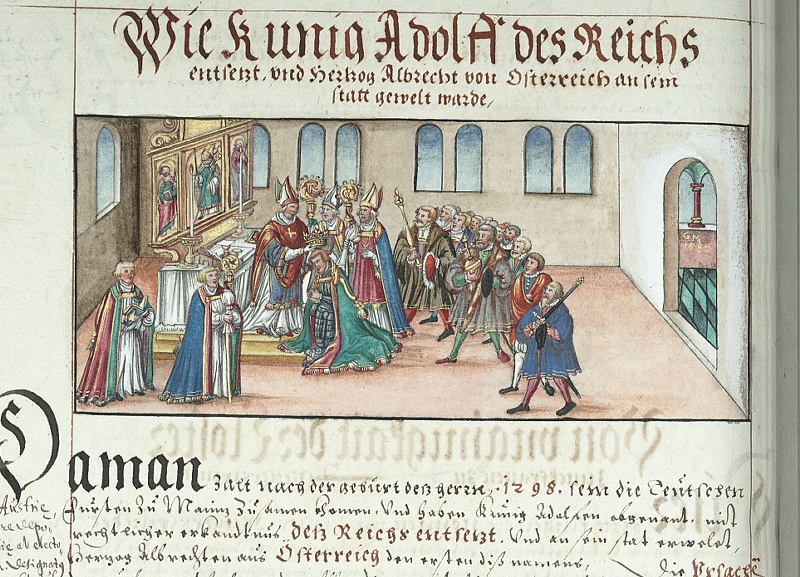
Afzetting van Adolf van Nassau en verkiezing van Albrecht I van Habsburg tot koning. Weergave uit de kroniek van de bisschoppen van Würzburg

### Vorstenalliantie tegen Adolf
Aanleiding voor het conflict met de keurvorsten was de eerder door Adolf gevoerde politiek in Thüringen. Met Pinksteren 1297 sloten Otto IV van Brandenburg, Albrecht II van Saksen en Wenceslaus II van Bohemen zich aaneen om hun belangen door te drijven. Gerhard II van Mainz stond dicht bij deze groep.
In februari 1298 werd de situatie voor Adolf bedreigend omdat Wenceslaus II van Bohemen en Albrecht van Oostenrijk hun jarenlange geschillen over Oostenrijk en Stiermarken bijlegden en afspraken maakten voor het geval dat Adolf afgezet, en Albrecht in zijn plaats zou worden verkozen. Misschien was er bij de kroning van Wenceslaus tot koning van Bohemen op 2 juni 1297 al een bijeenkomst van de keurvorsten. In januari 1298 werd Albrecht van Oostenrijk door Gerhard II van Mainz voor een rijksgerechtshof opgeroepen, om Albrecht en Adolf tot een compromis te dwingen. Dat lukte echter niet; het kwam zelfs tot gevechten tussen de twee in het Oberrheintal, die echter geen beslissing brachten. In mei 1298 dagvaardde Gerhard de koning voor de rechtbank om het geschil daar te regelen. Gerhard beweerde dat hij volgens een oud privilege als aartskanselier van Duitsland bevoegd was om dit te doen. Als strijdende partij kon de koning echter niet tegelijkertijd rechter zijn; aan de andere kant moest hij deze dagvaarding als provocatie opvatten, omdat Albrecht tegen hem, de rechtmatige koning, de wapens opgenomen had. De eerste bijeenkomst op 1 mei en een volgende op 15 juni waarop de geschillen beslecht zouden worden, kwamen dienovereenkomstig niet tot stand.
Een ontmoeting tussen Gerhard II van Mainz, Albrecht II van Saksen en Otto IV van Brandenburg op 23 juni 1298 leidde vervolgens tot een rechtszaak tegen de koning zelf. Wigbold I van Holte, de nieuwe aartsbisschop van Keulen, en Wenceslaus II van Bohemen hadden Gerhard eerder gemachtigd om namens hen op te treden. In dit geval werd Adolf beschuldigd van talloze misdaden, waaronder de voortdurende schending van de landvrede in Thüringen en het verbreken van beloften aan Gerhard. Adolf werd zijn ambt onwaardig en zijn koninklijke waardigheid verloren verklaard.

### Juridische uitvluchten
Opmerkelijk genoeg werd Adolf niet door de paus geëxcommuniceerd voordat hij werd afgezet. De paus was waarschijnlijk niet eens betrokken bij de afzettingsprocedure. De keurvorsten probeerden wel hun argumenten op dezelfde manier te formuleren als paus Innocentius IV bij de afzetting van keizer Frederik II, toch was het verloop voor die tijd ongehoord. Want Adolf was door de verkiezing en de kroning naar het begrip van de tijdgenoten door God als heerser gekozen, en de keurvorsten verbraken hun eed waarin ze trouw aan de koning hadden gezworen. Daarom duiken in de lijst met beschuldigingen ook zo op het eerste gezicht eigenaardige vergrijpen op als de ontheiliging van hosties en de simonistische afpersing van fondsen. Verder was er geen rechtsgeldige regeling voor het rijk voor de afzetting van de koning. Daarom beriepen de keurvorsten zich op hun kiesrecht, waaruit ze ook het recht om een koning af te zetten afleidden. Deze redenering was in zoverre problematisch omdat er met de afzetting van Frederik II reeds een precedent bestond. Volgens deze kerkrechtelijke regeling was echter alleen de paus tot afzetting bevoegd.

### Verkiezing van Albrecht en dood van Adolf
In aansluiting op de afzetting werd Albrecht van Oostenrijk tot nieuwe koning gekozen. Hoe de verkiezing is verlopen, kan vandaag niet meer exact worden opgehelderd, omdat de kroniekschrijvers er nauwelijks iets over vertellen. De vraag is bijvoorbeeld of Albrecht de verkiezing eigenlijk niet wilde accepteren, zoals hij later beweerde tegen paus Bonifatius VIII.
De afzetting van Adolf was één ding, de uitvoering van de beslissing tegen Adolf was een andere. Maar het conflict tussen koning Adolf en de vorstelijke oppositie werd al snel op het slagveld beslist. Op 2 juli 1298 troffen de legers van Adolf en Albrecht elkaar in de Slag bij Göllheim. Na zware aanvallen sneuvelde Adolf samen met zijn standaarddrager en een paar getrouwen. Als gevolg hiervan vluchtte zijn leger. Adolfs zoon Rupert werd gevangengenomen door Gerhard II van Mainz. De aartsbisschop kon samen met zijn familieleden, de heren van Eppstein, de Burcht Sonnenberg innemen en zwaar verwoesten. Adolfs zoon Gerlach, op dat moment nog een kind, kon gered worden. Rupert en Gerlach volgden hun vader op als graaf van Nassau.

## Na zijn dood
Rooms-koning Albrecht verbood de volgelingen van Adolf om de gesneuvelde koning in de Dom van Speyer bij te zetten. Daarom werd Adolf eerst in het cisterciënzer Klooster Rosenthal nabij Göllheim bijgezet. Bij de plek van zijn dood in Göllheim herinnert een door zijn weduwe Imagina opgericht Koningskruis aan hem. Het is het oudste wegkruis in de Palts. Op 29 augustus 1309 liet rooms-koning Hendrik VII de kist van Adolf overbrengen naar de Dom van Speyer. Hier werd hij begraven naast Albrecht, die in 1308 het slachtoffer was geworden van een moordaanslag.
In 1824 schonk hertog Willem van Nassau een monumentaal grafmonument voor zijn voorvader in het koor van de Dom, dat nu in de vestibule is geplaatst. Het toont koning Adolf in harnas, geknield in gebed. Het ontwerp van het monument werd opgedragen aan Leo von Klenze, het ontwerp werd uitgevoerd door de beeldhouwer Landolin Ohmacht. In een nis van de vestibule staat ook een groot standbeeld van Adolf van Nassau, in 1858 gemaakt door de beeldhouwer Anton Dominik Fernkorn.
In 1841 liet hertog Adolf van Nassau door de Düsseldorfse schilder Heinrich Mücke een portret van rooms-koning Adolf maken, dat in 1843 werd opgehangen in de Keizerzaal in de Römer in Frankfurt. Het portret toont Adolf met borstharnas en witte mantel. Op zijn hoofd draagt hij een ijzeren kroon met ‘impliciete Pickelhaubeʼ, in zijn rechterhand houdt hij een zwaard, in zijn linkerhand een schild met een adelaar. Naast de naam in het onderschrift toont de afbeelding het Latijnse gezegde Praestat vir sine pecunia quam pecunia sine viro (Beter een man zonder geld dan geld zonder een man). Het portret is een geïdealiseerde voorstelling door de kunstenaar in de geest van het historicisme, die niet was gebaseerd op eerdere portretten. Heinrich Mücke had geen eigentijdse afbeeldingen van Adolf tot zijn beschikking, andere afbeeldingen, bijvoorbeeld de aan Georg Friedrich Christian Seekatz toegeschrevene, verwierp hij als te middelmatig.
Op 8 mei 1858 stelde hertog Adolf van Nassau een civiele en militaire orde van verdienste in voor het hertogdom Nassau: de Orde van Verdienste van Adolf van Nassau. De orde werd genoemd naar rooms-koning Adolf, de belangrijkste vertegenwoordiger van de Walramse Linie van het Huis van Nassau. Na de annexatie van het hertogdom Nassau door Pruisen in 1866 werd de orde afgeschaft, maar hertog Adolf bleef de orde ook in ballingschap uitreiken. Nadat hertog Adolf in 1890 groothertog van Luxemburg werd, werd de orde een huisorde van het groothertogelijk huis.

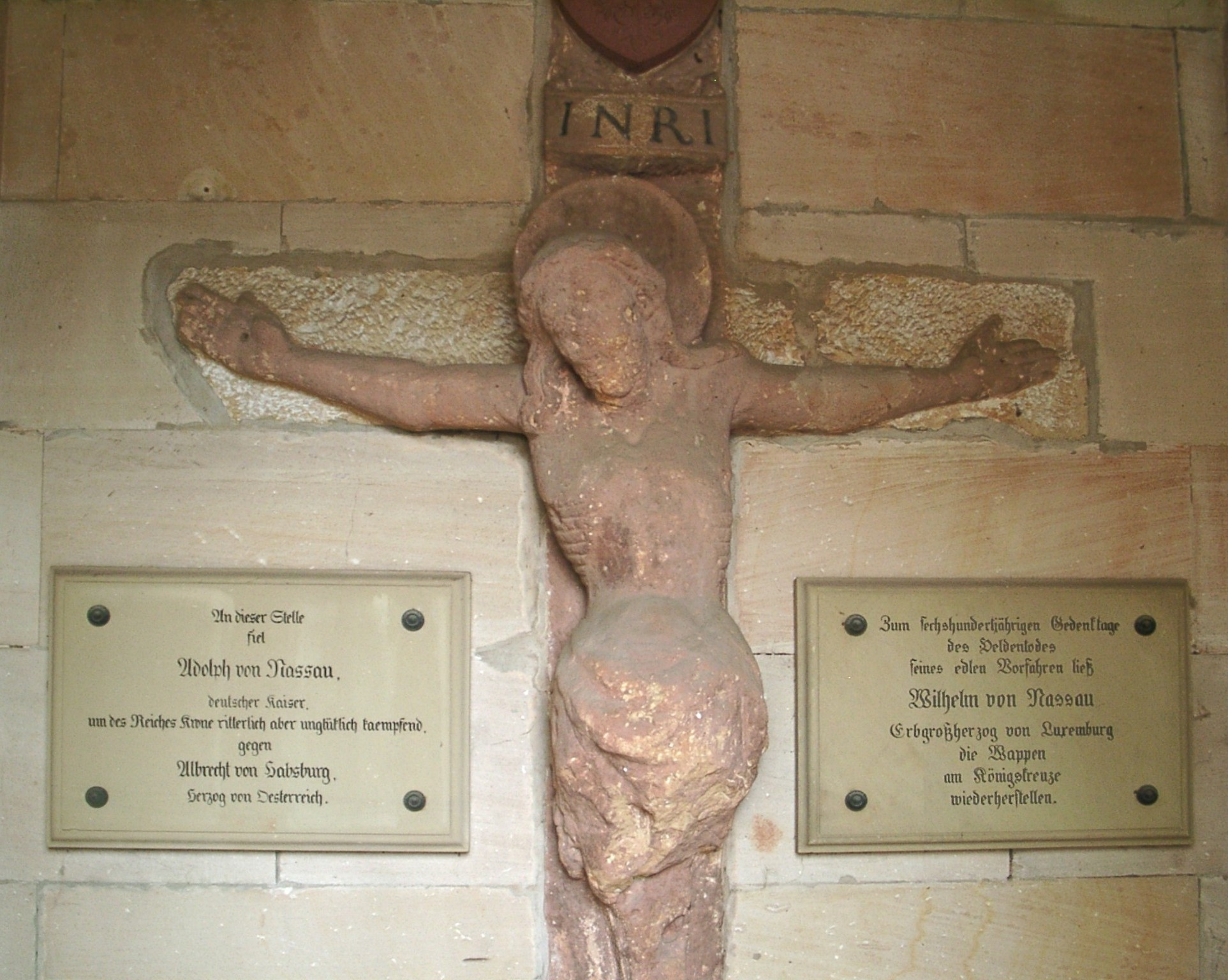
Het Koningskruis bij Göllheim
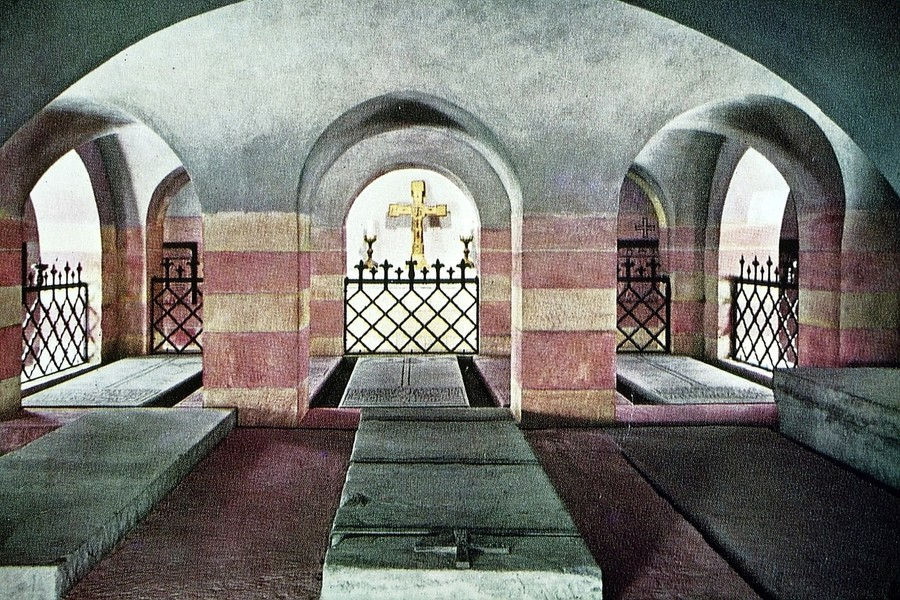
De Koninklijke Crypte in de Dom van Speyer
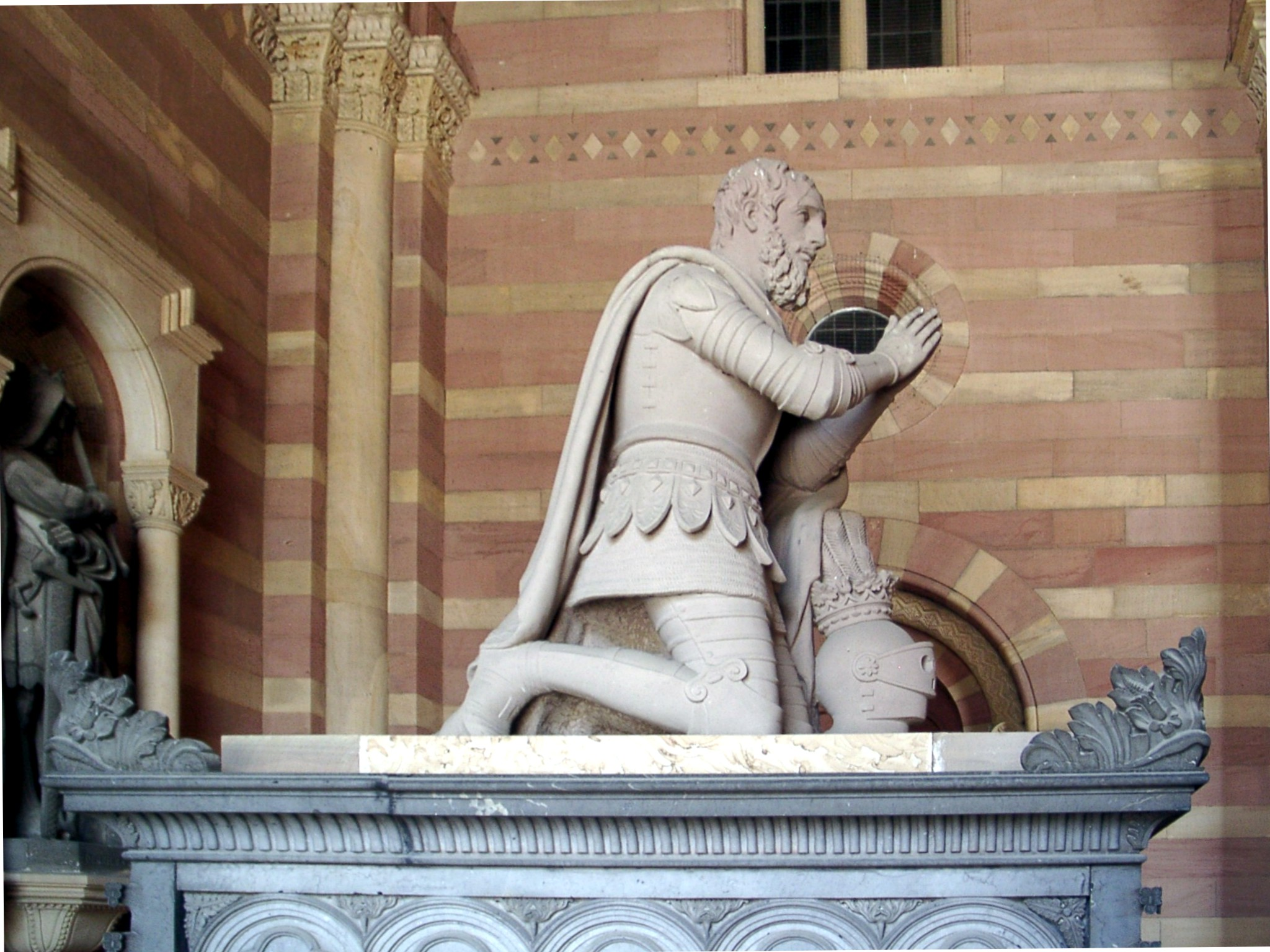
Het grafmonument in de Dom van Speyer
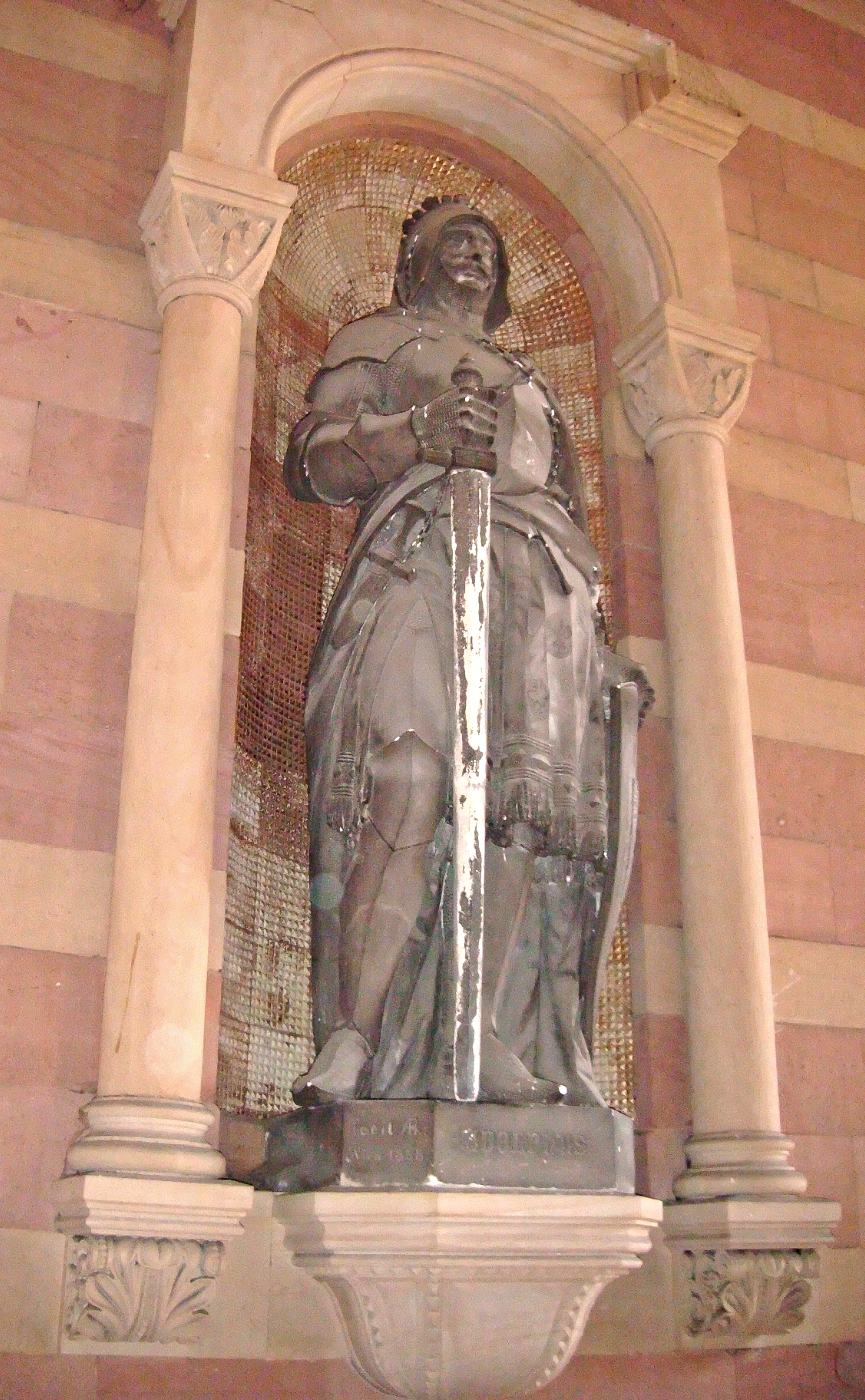
Het standbeeld in de Dom van Speyer
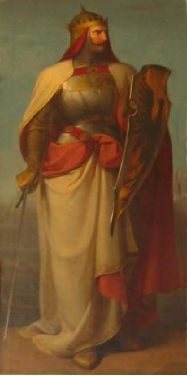
Het portret in de Keizerzaal in de Römer in Frankfurt

## Trivia
- Over Adolf, zingt men in het vijfde couplet van het Nederlandse volkslied, het Wilhelmus, dat de Vader des Vaderlands Willem van Oranje ‘van Keyserlicken stamʼ is. Dit is overigens niet geheel juist, Adolf was geen directe voorvader van Willem van Oranje. Ook is Adolf nooit tot keizer gekroond.
- De componist Heinrich Marschner verwerkte het leven van Adolf in 1844 in zijn opera Kaiser Adolph von Nassau op. 130 naar een libretto van Heribert Rau. De première vond plaats op 5 januari 1845 in het Koninklijk Hoftheater te Dresden.
- De Britse historicus Thomas Carlyle noemde Adolf ‘a stalwart but necessitous Herr’.